# 第45屆坎城影展
第45屆坎城影展於1992年5月7日至5月18日在法國坎城節慶宮舉辦，開幕片為荷蘭導演保羅·范赫文執導的《第六感追緝令》，閉幕片則為美國導演朗·霍華執導的《遠離家園》，評審團主席由法國演員傑哈·德巴狄厄擔任。

## 評審團
- 傑哈·德巴狄厄：演員。（評審團主席）
- 約翰·鮑曼：導演、編劇。
- 卡洛·迪帕爾馬（意大利语：Carlo Di Palma）：攝影。
- 潔美·李·寇蒂斯：演員。
- 喬樂·范·艾芬德（法语：Joële van Effenterre）：剪輯。
- 萊斯特·詹姆斯·派里斯：導演、編劇。
- 娜娜·裘楊茲：導演、編劇。
- 佩德羅·阿莫多瓦：導演、編劇。
- 勒內·克萊蒙（法语：René Cleitman）：電影製作人。
- 塞奇·圖比亞納（法语：Serge Toubiana）：編劇。

## 官方單元

### 正式競賽
| 中文片名                   | 原文片名                      | 導演               | 製作國                                         |
| -------------------------- | ----------------------------- | ------------------ | ---------------------------------------------- |
| 《第六感追緝令》（開幕片） | Basic Instinct                | 保羅·范赫文        | 美国、 法國                                    |
| 《終極女郎》               | A Stranger Among Us           | 薛尼·盧梅          | 美国                                           |
| 《善意的背叛》             | Den goda viljan               | 比利·奧古斯特      | 瑞典、 丹麦、 芬兰、 挪威、 冰島、 英国、 法國 |
| 《推動情人的床》           | Crush                         | 艾莉森·麥克琳      | 新西兰                                         |
| 《月之黑》                 | L'oeil qui ment               | 拉烏·盧伊茲        | 葡萄牙、 法國                                  |
| 《光之夢》                 | El sol del membrillo          | 维克多·艾里斯      | 西班牙                                         |
| 《茱麗葉國度》             | Au pays des Juliets           | 梅迪·夏黑夫        | 法國                                           |
| 《獨立的生活》             | Самостоятельная жизнь         | 維塔利·卡內夫斯基  | 俄羅斯                                         |
| 《旅程》                   | El viaje                      | 費爾南多·索拉納斯  | 阿根廷                                         |
| 《此情可問天》             | Howards End                   | 詹姆士·艾佛利      | 英国                                           |
| 《鬣狗之城》               | Ramatou                       | 吉布里·迪厄·蒙貝提 | 塞内加尔、 瑞士、 法國                         |
| 《哨兵》                   | La Sentinelle                 | 阿諾·戴普勒尚      | 法國                                           |
| 《長日終了》               | The Long Day Closes           | 特倫斯·戴維斯      | 英国                                           |
| 《月亮公園》               | Луна-парк                     | 帕維·龍根          | 俄羅斯、 法國                                  |
| 《里歐洛》                 | Léolo                         | 尚-克勞德·羅桑     | 加拿大                                         |
| 《人鼠之間》               | Of Mice and Men               | 蓋瑞·辛尼茲        | 美国                                           |
| 《超級大玩家》             | The Player                    | 勞勃·阿特曼        | 美国                                           |
| 《卡薩諾娃的歸來》         | Le Retour de Casanova         | 愛德華·尼曼        | 法國                                           |
| 《簡單之人》               | Simple Men                    | 哈爾·赫特利        | 美国                                           |
| 《小小偷的春天》           | Il ladro di bambini           | 吉安尼·阿梅利奥    | 義大利                                         |
| 《雙峰：與火同行》         | Twin Peaks: Fire Walk with Me | 大衛·林區          | 美国、 法國                                    |

## 獎項
- 金棕櫚獎：《善意的背叛（瑞典语：Den goda viljan）》- 比利·奧古斯特
- 評審團大獎：《小小偷的春天（意大利语：Il ladro di bambini）》- 吉安尼·阿梅利奥
- 最佳導演獎：勞勃·阿特曼 - 《超級大玩家（英语：The Player (1992 film)）》
- 評審團獎：
  - 《光之夢（西班牙语：El sol del membrillo）》 - 维克多·艾里斯
  - 《獨立的生活（俄语：Самостоятельная жизнь）》 - 維塔利·卡內夫斯基（英语：Vitali Kanevsky）
- 最佳男演員獎：提姆·羅賓斯 - 《超級大玩家（英语：The Player (1992 film)）》
- 最佳女演員獎：普妮拉·奧古斯特（瑞典语：Pernilla August） - 《善意的背叛（瑞典语：Den goda viljan）》
- 45週年紀念獎（法语：Prix anniversaire du Festival de Cannes）：《此情可問天》 - 詹姆士·艾佛利

### 獨立單位獎項
費比西獎
- 正式競賽單元：《光之夢（西班牙语：El sol del membrillo）》－维克多·艾里斯

## 外部連結
- 第45屆坎城影展
- 第45屆坎城影展 （页面存档备份，存于）在網路電影資料庫上的資料。